# El motín del Caine
El motín del Caine (título original:The Caine Mutiny) es una película estadounidense de 1954, del género dramático, producida por Stanley Kramer, dirigida por Edward Dmytryk y con Humphrey Bogart, José Ferrer, Van Johnson y Fred MacMurray como actores principales. El guion está basado en la novela homónima de Herman Wouk, ganadora del Premio Pulitzer en 1952.
Ambientada en la Segunda Guerra Mundial, la película relata el desencadenamiento de un motín en un buque de la Armada de los Estados Unidos, el USS Caine, y el consecuente consejo de guerra al que se somete a dos oficiales del mismo.

## Argumento
Durante la Segunda Guerra Mundial, el USS Caine, dragaminas de la marina militar estadounidense, recibe a su nuevo comandante: el capitán Queeg (Humphrey Bogart). La tripulación, acostumbrada a las órdenes del anterior comandante, trabaja de forma relajada. El nuevo capitán está decidido a imponer por ello una rígida disciplina en su barco, lo que causa descontento que se hace patente cuando más tarde el capitán comete fallos y él, dándose cuenta de ello, les pide una vez ayuda al respecto y no se la dan. Además, los miembros de la tripulación, sobre todo el teniente y novelista Keefer no tardarán en sospechar de la salud mental del nuevo capitán, que se muestra neurótico e indeciso durante la contienda y temen por la seguridad del barco y por sus vidas cuando finalmente su capitán padece una crisis de mando durante un tifón.
Por ello estalla un motín bajo el mando del suplente Maryk para salvar el barco con el argumento de que el capitán está enfermo. De regreso a los Estados Unidos la tripulación es enjuiciada por ello y se trata de averiguar quién fue el culpable de lo ocurrido. Keefer, que no participó en el motín, no defiende a los amotinados como debería en el estrado y escribe un libro respecto al amotinamiento. Aun así la defensa, liderada por Greenwald, que solo defiende de forma reacia el caso, consigue demostrar que el capitán estaba enfermo presionándolo respecto a sus actuaciones en el estrado y consigue así la absolución, mientras que Keefer ha podido vender el libro.
Sin embargo Greenwald, en privado, echa la culpa a la tripulación de lo que ha sucedido y la acusa de haber cometido mobbing contra el capitán, lo que llevó a su conducta posterior y a la crisis de mando que experimentó. También deja claro que solo defendió a la tripulación porque no se había acusado al verdadero culpable, Keefer, que no participó en el motín. 
Greenwald le acusa de ser el hombre que organizó el motín, porque odiaba a la Marina y quería escribir luego una novela al respecto y venderla con el propósito de ganar mucho dinero y prestigio. Para ello él, sabiendo de la conducta equivocada de la tripulación, plantó la sugerencia de que Queeg estaba enfermo para que se amotinasen cuando llegase el momento en el que ocurriese la crisis del capitán, y quedarse al margen para salirse así con la suya, cosa que también ocurrió. Por ello Greenwald le tira luego un vaso de bebida a la cara por lo que hizo y se va. Los demás oficiales, avergonzados por lo que hicieron, se van también y dejan solo a Keefer.

## Reparto
- Humphrey Bogart - Capitán Philip Francis Queeg
- José Ferrer - Teniente Barney Greenwald
- Van Johnson - Teniente Steve Maryk
- Fred MacMurray - Teniente Tom Keefer
- Robert Francis - Alférez Willis Seward Keith
- May Wynn - May Wynn
- Tom Tully - Capitán DeVriess
- E.G. Marshall - Teniente comandante Challee
- Arthur Franz - Teniente
- Lee Marvin - Meatball
- Warner Anderson - Capitán Blakely
- Claude Akins- Horrible
- Katherine Warren - Sra. Keith

## Comentarios
A pesar del entorno de la guerra, la película que realizó Edward Dmytryk no trata de batalla alguna y ni siquiera aparecen los enemigos a los que se enfrenta la marina aliada. Es, más bien, una historia de orden moral, y lo que pone en escena es la legitimidad de unos oficiales a amotinarse.
¿Qué deben hacer unos oficiales cuando consideran que su capitán pierde de tanto en tanto la cordura acosado por fantasmas paranoicos? ¿Dónde están las fronteras entre la lealtad inmediata a un mando y la responsabilidad de velar por una tripulación? ¿Hasta qué extremo y en qué momentos se puede cuestionar no solo las ordenanzas, sino la autoridad de quien está al mando de una empresa?
De todas estas cuestiones se ocupa El motín del Caine. La peripecia se cuenta desde las experiencias de un joven oficial, un alférez de familia acomodada que después de haber realizado una brillante carrera académica se incorpora al dragaminas en su primera misión.
La película es una adaptación de la novela de Herman Wouk y cuya versión teatral había sido un éxito en 1953 con Henry Fonda en el papel del capitán neurótico. La novela, lógicamente, profundiza más en la psicología de personajes y situaciones, en especial la interesante transformación del joven oficial Willie Keith desde que su madre lo deja en la escuela de guardiamarinas hasta que acaba como último comandante del Caine; la película tampoco contempla el proceso que sufre el principal instigador en la sombra del motín -el oficial Thomas Keefer-, dado que debe asumir el mando del barco tras salir absuelto en el juicio. Entonces -y solo entonces- comprende la inmensa "soledad del mando" y la "estrecha senda de decisiones justas y de buena suerte, que bordea un abismo sombrío de posibles errores" a la que se enfrenta un Capitán; el destino le obsequiará además con una prueba de fuego -un kamikaze que se estrella contra el Caine- que, cual Lord Jim, le hará saltar del barco sin necesidad y cargar con su acto de cobardía para siempre.
El actor Michael Caine tomó su nombre artístico del título de esta película.
En el primer capítulo del libro de Gabriel García Márquez Relato de un náufrago, se hace mención de esta película.

## Premios
Fue candidata a siete premios Oscar:
- Mejor película 1954
- Mejor guion 1954
- Mejor actor 1954
- Mejor actor de reparto 1954
- Mejor montaje 1954
- Mejor música 1954
- Mejor sonido 1954